# Kotarz (Beskid Śląski)

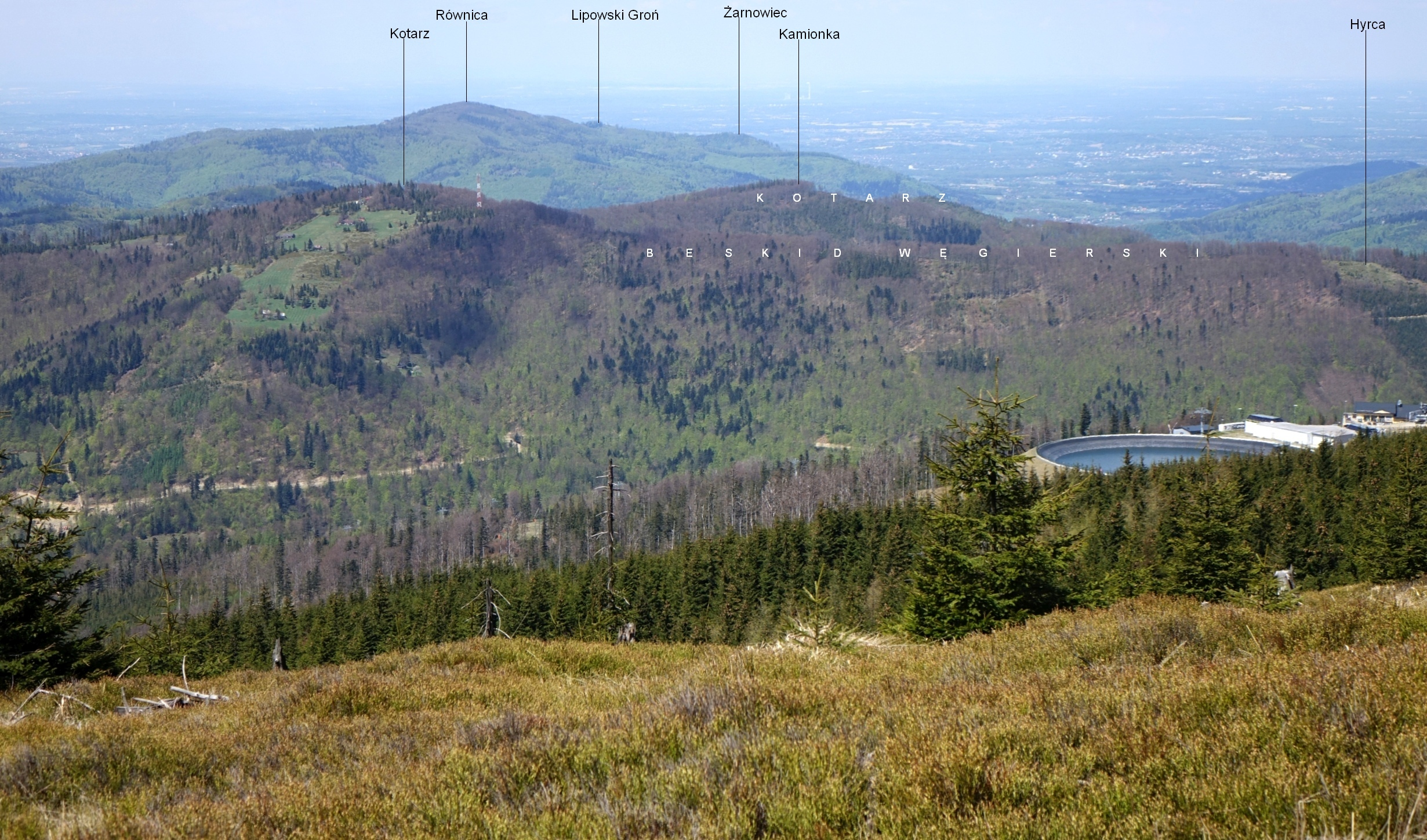
Widok na Kotarz z grzbietu Skrzycznego

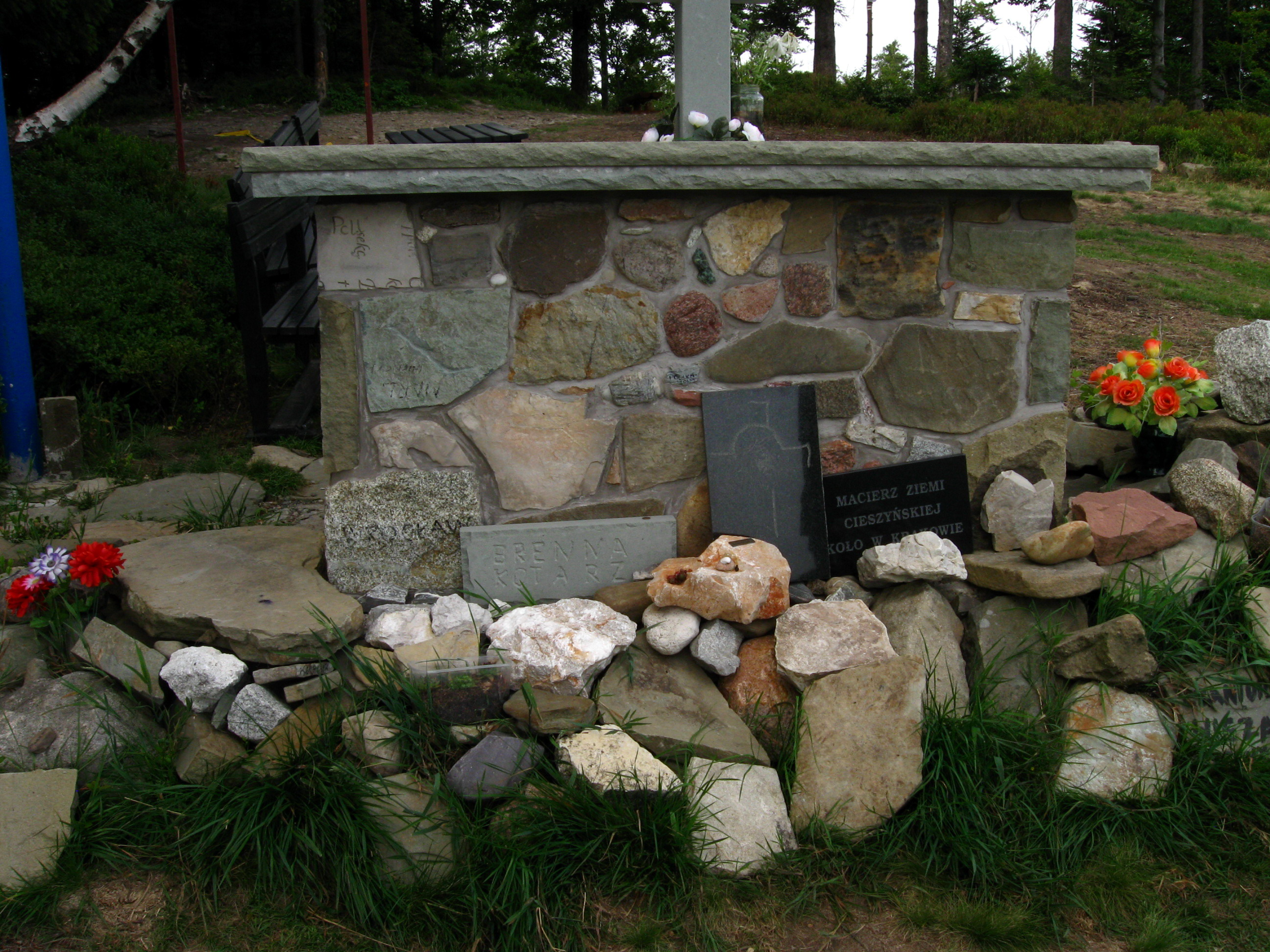
Ołtarz Europejski

Kotarz – nazwą tą określa się zarówno wyraźne wypiętrzenie (974 m n.p.m.) w grzbiecie Beskidu Węgierskiego w Beskidzie Śląskim, najwyższe na odcinku między Przełęczą Salmopolską a przełęczą Karkoszczonka, jak i cały boczny, północno-zachodni grzbiet, który odgałęzia się w kierunku północno-zachodnim od owego szczytu i obniża, przez koty 918 m i 828 m, w widły Brennicy i Hołcyny.
Szczyt Kotarza wznosi się nad Szczyrkiem-Soliskiem, a jego stoki opadające ku dolinie Żylicy zajęte są przez polany z doskonałym widokiem na masyw Skrzycznego. W górnej części tych polan wznosi się maszt przekaźnika telekomunikacyjnego. Zbocza zachodnie wzniesienia, stanowiące obszar źródliskowy potoku Hołcyna – porośnięte bukowo-świerkowym lasem – są kamieniste, pokryte licznymi rumowiskami i rozpadlinami skalnymi.
Na wspomnianym bocznym grzbiecie Kotarza znajdują się dwie rozległe polany: pierwsza, zwana Halą Jaworową, ciągnie się od stoków szczytu Kotarz po kotę 918 m, druga zajmuje szerokie siodło między kotami 918 m i 828 m. Polany te stanowiły w przeszłości żywy przez kilka wieków ośrodek szałaśnictwa: „Szałas Kotarz” w Brennej wzmiankowany był już w 1689 r. W 1755 r. szałas na Kotarzu był wymieniany jako jedno z dziewięciu gospodarstw pasterskich brennian. W 1913 r. w szałasie na Kotarzu, jednym z największych wówczas w Beskidzie Śląskim, pasiono 211 owiec i 12 krów. W latach 70. i 80. XX w. te tradycje szałaśnicze kontynuowała duża eksperymentalna owczarnia, usytuowana w dolnej części pierwszej z wymienionych polan, a należąca do ówczesnego Zakładu Doświadczalnego Instytutu Zootechniki PAN. Po zaprzestaniu wypasu opuszczony budynek popadał w ruinę i w I dekadzie XXI w. został rozebrany. W dolnej, zachodniej części drugiej z wymienionych polan znajdują się zabudowania należącego do Brennej przysiółka Kotarz; w ostatnich latach osiedle to rozrasta się na skutek budowy domków letniskowych, które wkroczyły już na sam grzbiet ramienia Kotarza.
Nazwa „Kotarz” jest często spotykana w polskich Beskidach. Czasami uważa się ją za pamiątkę dawnych tradycji pasterskich tego rejonu: miałaby oznaczać miejsce, w którym owce, wypędzane wiosną na górskie pastwiska, wydawały na świat młode, czyli „kociły się” (podobnie jak Kotelnica). Prawdopodobnie jednak pochodzi ona od słow. chotár, oznaczającego ‘obszar gminny’ lub ‘granicę wyznaczająca ten obszar’, tu: grzbiet górski oddzielający Brenną od Szczyrku.

## Walory przyrodniczo-krajobrazowe
Góra Kotarz jest rejonem o dużych walorach przyrodniczych i krajobrazowych:
- jest miejscem występowania prawnie chronionych gatunków roślin (paprotka zwyczajna, storczyki, widłak jałowcowaty, widłak goździsty) i zwierząt (nietoperze, wilki, puszczyk uralski);
- stanowi fragment krajowego południowego korytarza ekologicznego a część góry Kotarz nosząca nazwę Beskidu Węgierskiego, stanowi jedyny korytarz ekologiczny łączący obszary Natura 2000 Beskid Śląski, tj. pasma Równicy i Baraniej Góry z pasmami Klimczoka i Skrzycznego, jest to korytarz lokalny ważny dla występujących tam populacji dużych ssaków m.in. beskidzkiej populacji wilka;
- na polanach Kotarza znajdują się jedne z najliczniejszych w Polsce stanowisk naparstnicy purpurowej, a w okolicy wiele pomników przyrody ożywionej i nieożywionej, w tym druga co do wielkości jodła w Polsce;
- zbocza góry porastają rzadkie zespoły roślinne: kwaśnej buczyny górskiej oraz żyznej buczyny karpackiej.

Góra Kotarz jest częścią Parku Krajobrazowego Beskidu Śląskiego, lasy porastające górę mają znaczenie wodo- i gleboochronne.

## Zagrożenia przyrody
Gminy Brenna i Szczyrk planowały rozbudowanie infrastruktury narciarskiej, mającej na celu stworzenie dużego ośrodka narciarskiego łączącego obie gminy. W rejonie góry Kotarz zaplanowano wybudowanie wyciągów krzesełkowych, nartostrady o długości 1,5 km, drogi oraz schroniska. Wyciąg krzesełkowy prowadziłby na szczyt góry a kolejny łączyłyby go z istniejącymi trasami narciarskimi w rejonie Soliska w Szczyrku. Inwestycja wiąże się z potrzebą wylesienia znacznych terenów pod budowę wyciągów i nartostrady. Wyciągi krzesełkowe poprowadzone przez górę przetną krajowy i lokalne korytarze ekologiczne na tym terenie.
Organizacje ekologiczne wyraziły negatywną opinię wobec planów rozbudowy infrastruktury narciarskiej w rejonie góry, podkreśliły szczególnie negatywny wpływ tej inwestycji na ciągłość korytarza ekologicznego oraz wpływ na chronione gatunki roślin i zwierząt. Inwestorzy wraz z samorządowcami wycofali się z tych planów.
W 2022 roku temat zabudowy Kotarza i Hali Jaworowej powrócił, z tą różnicą, że obecnie zrezygnowano już z rekreacyjnych planów, a teren ma być zagospodarowany przez dewelopera. W miejscu pamięci kulturowej, historycznej, w parku krajobrazowym, zaplanowano budowę luksusowych apartamentów i hotelu z drogą dojazdową i parkingami. W kwietniu radni na nadzwyczajnej sesji przyjęli w związku z tym uchwałę w sprawie przystąpienia do sporządzenia zmiany „Studium uwarunkowań i kierunków zagospodarowania przestrzennego gminy Brenna dla terenu Hali Jaworowej i zbocza góry Kotarz”. Wskutek oddolnego nacisku mieszkańców gminy i turystów oraz wielu ogólnopolskich apeli, 16 maja 2022 roku Rada Gminy uchyliła uchwałę zezwalającą na zagospodarowanie tych terenów.

## Szlaki turystyczne
Kotarz dostępny jest znakowanymi szlakami turystycznymi:
 z Przełęczy Salmopolskiej – 50 min;
 z Siodła pod Klimczokiem – 2 godz. 10 min;
 z Brennej – 2 godz.